# پت فینلی
پت فینلی (انگلیسی: Pat Finlay؛ زادهٔ ۱۸ مارس ۱۹۳۸) بازیکن فوتبال اهل بریتانیا است.
از باشگاه‌هایی که در آن بازی کرده‌است می‌توان به باشگاه فوتبال ترانمره راورز اشاره کرد.